# پارتالوآ
پارتالُئا دهستانی در استان آلمریای اسپانیا است.
در این دهستان ۳۹۱ نفر زندگی می‌کنند. مساحت این دهستان ۵۳ کیلومتر مربع است.